# Akodon boliviensis
El ratón de hierba boliviano (Akodon boliviensis) es una especie de roedor en la familia  Cricetidae.
Se lo encuentra en Bolivia, Chile, y Perú.